# Aşağıakpınar, Bingöl
Aşağıakpınar là một xã thuộc thành phố Bingöl, tỉnh Bingöl, Thổ Nhĩ Kỳ. Dân số thời điểm năm 2010 là 160 người.